# Nate Williams
Nathaniel Russell "Nate" Williams (nacido el 2 de mayo de 1950 en Columbia, Luisiana) es un exjugador de baloncesto estadounidense que disputó ocho temporadas en la NBA. Con 1,96 metros de estatura, jugaba en la posición de escolta. Es el padre de la también jugadora de baloncesto Natalie Williams, que fue internacional por Estados Unidos.

## Trayectoria deportiva

### Universidad
Jugó durante dos temporadas con los Aggies de la Universidad Estatal de Utah, anotando 1.080 puntos en total. Sus 608 puntos en 1970 son la décima mejor marca de la historia de la universidad. Además, figura en quinta posición en puntos anotados en un partido, con 45.

### Profesional
No fue elegido en el Draft de la NBA de 1971 debido a que en esas fechas se exigía que los jugadores hubieran cumplido un ciclo completo en la universidad, pero se produjo posteriormente un draft suplementario para aquellos jugadores en las mismas circunstancias que Williams, siendo elegido en la primera posición por los Cincinnati Royals. Paralelamente, había sido también elegido en el draft de la ABA por los Indiana Pacers. Jugó una temporada en los Royals como titular habitual, promediando 11,9 puntos y 4,6 rebotes por partido.
Al año siguiente el equipo se mudó de ciudad, convirtiéndose en los Kansas City-Omaha Kings, donde alcanzó la titularidad absoluta, siendo el tercer mejor anotador del equipo en la temporada 1973-74 tras Jimmy Walker y Tiny Archibald, promediando 15,5 puntos por partido. Mediada la temporada siguiente fue traspasado a los New Orleans Jazz a cambio de Rick Adelman y Ollie Johnson, acabando la temporada como segundo mejor anotador del equipo tras el gran Pete Maravich, promediando 14,3 puntos por partido.
En 1978 fue traspasado a los Golden State Warriors a cambio de Slick Watts, donde jugó una última temporada como profesional, promediando 8,3 puntos por partido.

## Estadísticas de su carrera en la NBA

### Temporada regular
| Temporada | Edad | Equipo                  | Liga | Pos. | P   | TIT | MIN  | TC  | TCA  | %TC  | 3P | 3PA | %3P | TL  | TLA | %TL  | R.OF. | R.DEF. | REB | ASIS | ROB | TAP | PER | FP  | PTS  |
| 1971-72   | 21   | Cincinnati Royals       | NBA  | SG   | 81  |     | 26.8 | 5.2 | 12.0 | .432 |    |     |     | 1.6 | 2.1 | .738 |       |        | 4.6 | 2.1  |     |     |     | 3.7 | 11.9 |
| 1972-73   | 22   | Kansas City-Omaha Kings | NBA  | SG   | 80  |     | 23.5 | 5.2 | 10.9 | .477 |    |     |     | 1.3 | 1.7 | .797 |       |        | 4.2 | 1.6  |     |     |     | 3.4 | 11.8 |
| 1973-74   | 23   | Kansas City-Omaha Kings | NBA  | SF   | 82  |     | 30.6 | 6.6 | 14.2 | .462 |    |     |     | 2.4 | 2.9 | .818 | 1.4   | 2.8    | 4.2 | 2.2  | 1.8 | 0.4 |     | 3.5 | 15.5 |
| 1974-75   | 24   | TOTAL                   | NBA  | SG   | 85  |     | 22.9 | 5.6 | 11.6 | .480 |    |     |     | 2.1 | 2.6 | .823 | 1.2   | 2.8    | 4.0 | 1.7  | 1.1 | 0.4 |     | 3.0 | 13.3 |
| 1974-75   | 24   | Kansas City-Omaha Kings | NBA  | SG   | 50  |     | 22.6 | 5.3 | 11.7 | .454 |    |     |     | 1.9 | 2.4 | .822 | 1.2   | 2.4    | 3.6 | 1.6  | 1.1 | 0.5 |     | 3.0 | 12.5 |
| 1974-75   | 24   | New Orleans Jazz        | NBA  | SG   | 35  |     | 23.3 | 6.0 | 11.5 | .517 |    |     |     | 2.4 | 2.9 | .824 | 1.3   | 3.3    | 4.5 | 1.9  | 1.3 | 0.2 |     | 2.8 | 14.3 |
| 1975-76   | 25   | New Orleans Jazz        | NBA  | SF   | 81  |     | 23.9 | 5.2 | 11.7 | .444 |    |     |     | 2.4 | 3.0 | .824 | 1.7   | 2.8    | 4.4 | 1.3  | 1.3 | 0.2 |     | 3.1 | 12.8 |
| 1976-77   | 26   | New Orleans Jazz        | NBA  | SF   | 79  |     | 22.5 | 5.2 | 11.6 | .451 |    |     |     | 1.8 | 2.5 | .753 | 1.4   | 2.5    | 3.9 | 1.2  | 1.0 | 0.2 |     | 2.5 | 12.3 |
| 1977-78   | 27   | TOTAL                   | NBA  | SG   | 73  |     | 17.1 | 4.3 | 9.9  | .431 |    |     |     | 1.4 | 1.7 | .835 | 0.9   | 1.9    | 2.8 | 1.0  | 0.8 | 0.5 | 1.1 | 2.5 | 9.9  |
| 1977-78   | 27   | New Orleans Jazz        | NBA  | SG   | 27  |     | 16.1 | 3.3 | 7.9  | .421 |    |     |     | 1.1 | 1.4 | .838 | 1.0   | 2.3    | 3.3 | 1.3  | 0.8 | 0.4 | 0.9 | 2.3 | 7.8  |
| 1977-78   | 27   | Golden State Warriors   | NBA  | SG   | 46  |     | 17.7 | 4.8 | 11.1 | .435 |    |     |     | 1.5 | 1.8 | .833 | 0.8   | 1.7    | 2.5 | 0.9  | 0.8 | 0.5 | 1.3 | 2.6 | 11.2 |
| 1978-79   | 28   | Golden State Warriors   | NBA  | SG   | 81  |     | 16.0 | 3.5 | 7.0  | .501 |    |     |     | 1.3 | 1.4 | .872 | 0.8   | 1.7    | 2.6 | 0.8  | 0.7 | 0.1 | 1.1 | 2.1 | 8.3  |
| Total     |      |                         | NBA  |      | 642 |     | 23.0 | 5.1 | 11.1 | .458 |    |     |     | 1.8 | 2.2 | .805 | 1.2   | 2.4    | 3.8 | 1.5  | 1.1 | 0.3 | 1.1 | 3.0 | 12.0 |